# Johanna Skibsrud
Johanna Skibsrud, née le 9 mai 1980, est une écrivaine et poétesse canadienne, dont le premier roman The Sentimentalists a remporté le prix Giller en 2010.
Johanna Skibsrud a surtout écrit de la poésie, et est l'auteur des recueils Late Nights with Wild Cowboys publié en 2008 et I Do Not Think That I Could Love a Human Being publié en 2010. Ce dernier a été sélectionné pour le prix littéraire canadien Gerald Lampert.
Née à Meadowville, en Nouvelle-Écosse, elle réside aujourd'hui à Montréal, au Québec.